# Samir Radovac
Samir Radovac (Sarajevo, 25 gennaio 1996) è un calciatore bosniaco, centrocampista dello Željezničar.

## Caratteristiche tecniche
È un trequartista.

## Carriera
Cresciuto nel settore giovanile del Sarajevo, ha esordito in prima squadra il 9 marzo 2013 disputando l'incontro vinto 3-0 contro il Rudar Prijedor.